# Aéroport international de Riga

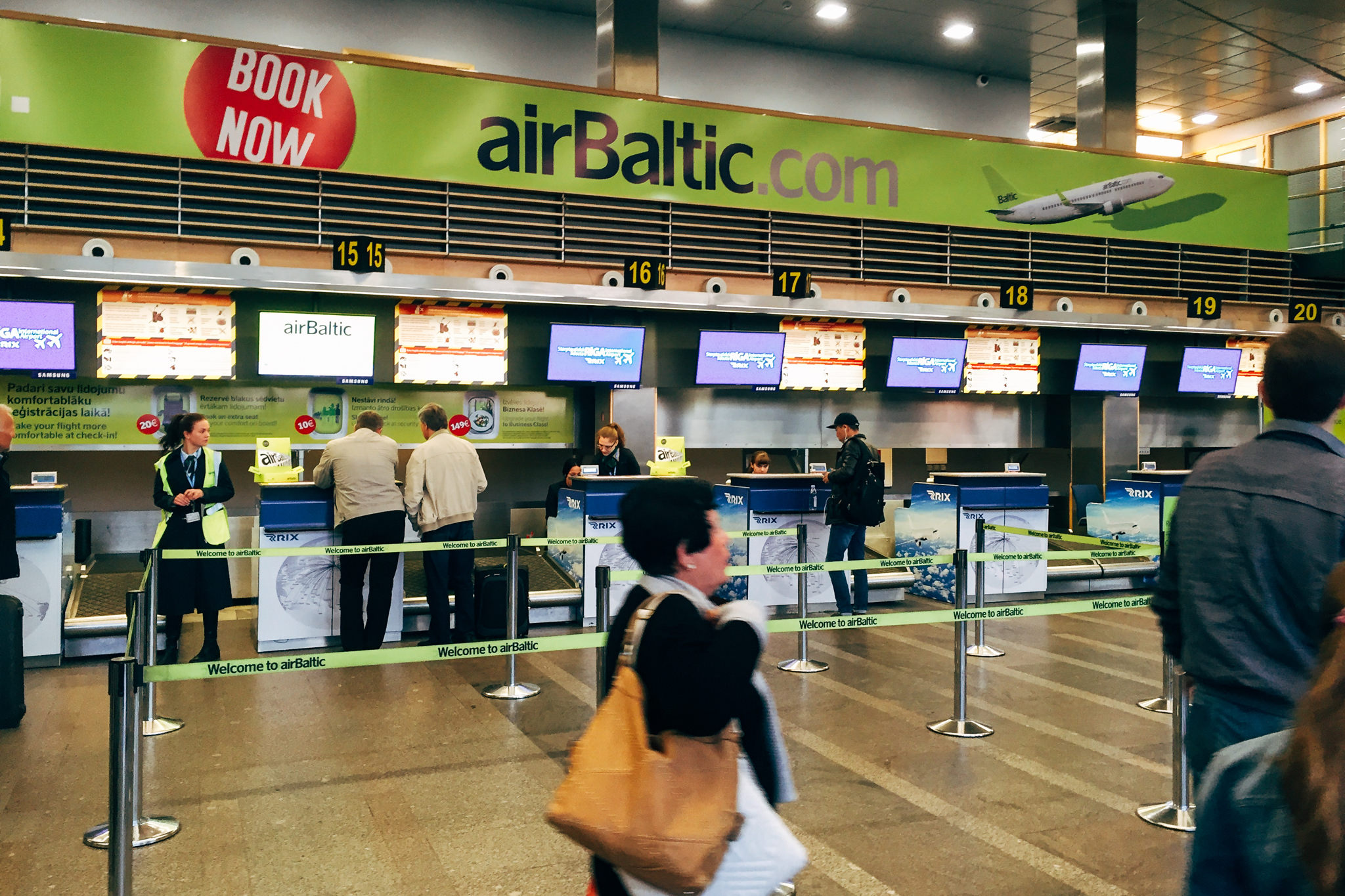
Arrivée à l'aéroport de Riga.

L'aéroport de Riga (code IATA : RIX • code OACI : EVRA) est un aéroport domestique et international desservant Riga, la plus grande ville des États baltes et capitale de la Lettonie, construite à l'entrée du golfe de Riga, où se jette la Daugava. Administrativement il se trouve sur le territoire de Mārupes novads, à 13 km du centre de la capitale. On y accède par la route régionale P133 qui relie l'aéroport avec la route A10 (Kārļa Ulmaņa gatve).

L'aéroport est la plate-forme de correspondance de la compagnie aérienne Air Baltic.

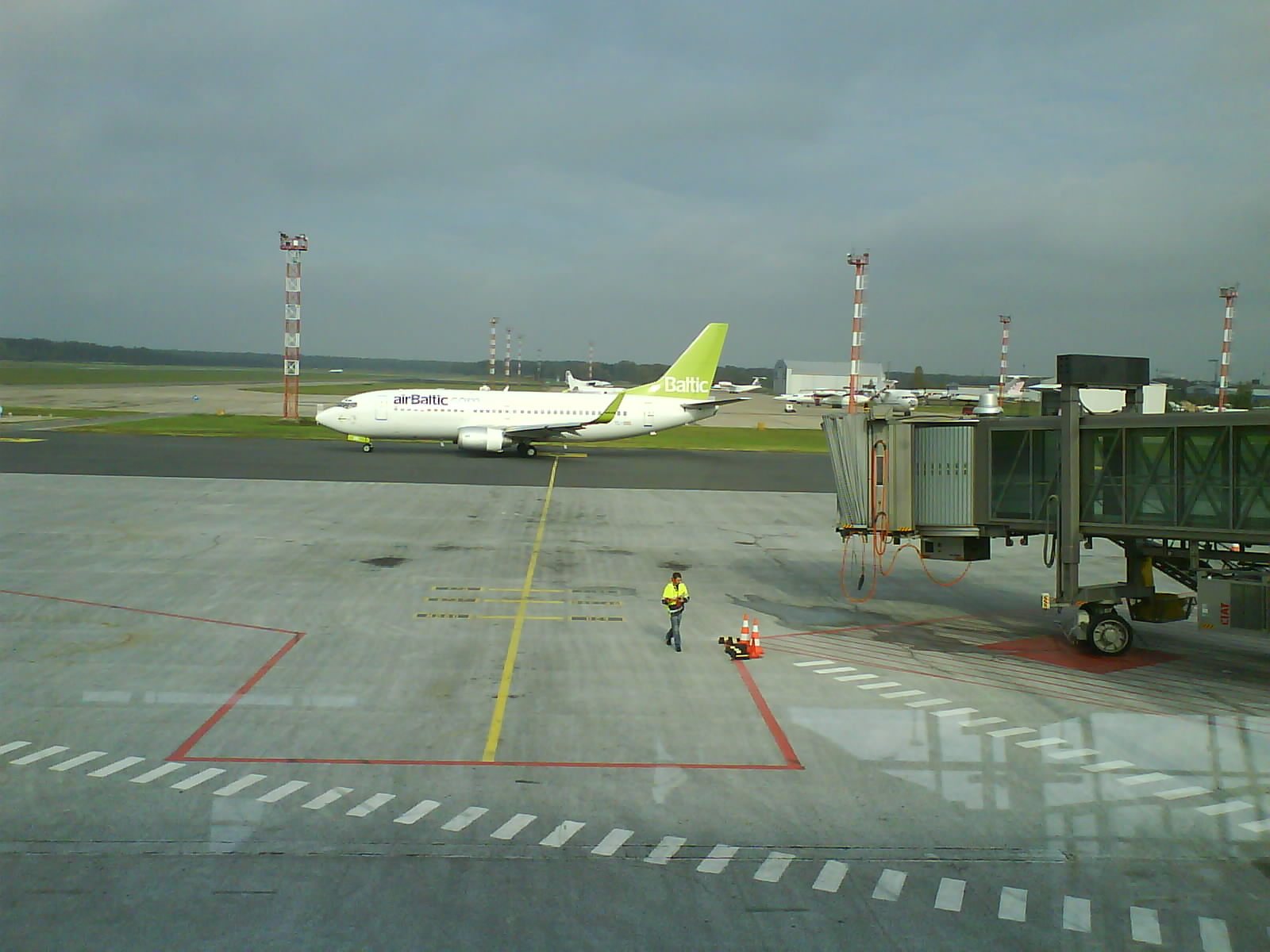
Avion de la compagnie Air Baltic sur le tarmac de l'aéroport de Riga.

## Situation
| Liepāja Riga Ventspils |

## Statistiques
Le graphique qui aurait dû être présenté ici ne peut pas être affiché car il utilise l'ancienne extension Graph, désactivée pour des questions de sécurité. Des indications pour créer un nouveau graphique avec la nouvelle extension Chart sont disponibles ici.

Voir la requête brute et les sources sur Wikidata.

## Compagnies et destinations
| Compagnies            | Destinations |
| --------------------- | --- |
| airBaltic             | - Amsterdam, - Athènes E.-Venizélos, - Bakou-H. Aliyev, - Barcelone-El Prat, - Berlin-Brandebourg, - Billund, - Bruxelles-National, - Copenhague-Kastrup, - Dubaï, - Dublin, - Düsseldorf, - Eirunepé, - Francfort, - Göteborg, - Hambourg-H.-Schmidt, - Helsinki-Vantaa, - Larnaca, - Lisbonne-H. Delgado, - Londres-Gatwick, - Madrid-Barajas, - Malaga-Costa del Sol, - Milan-Malpensa, - Munich-F. J. Strauß, - Nice-Côte d'Azur, - Oslo-Gardermoen, - Palanga, - Paris-Charles de Gaulle, - Prague-Václav-Havel, - Reykjavik-Keflavík, - Rome Léonard-de-Vinci/Fiumicino, - Stockholm-Arlanda, - Stuttgart, - Tallinn, - Tampere/Pirkkala, - Tbilissi-C. Roustavéli, - Tel Aviv - Ben Gourion, - Turku, - Varsovie-Chopin, - Vienne-Schwechat, - Vilnius, - Zurich En saison : - Aberdeen-Dyce, - Agadir-Al Massira, - Alicante-Elche, - Bakou-H. Aliyev, - Batoumi-A. Kartveli, - Belgrade-Nikola-Tesla, - Bergen, - Bilbao, - Budapest-Ferenc Liszt, - Bucarest-H. Coandă, - Bourgas, - Victoria, - Corfou-I. Kapodístrias, - Dubrovnik, - Erevan-Zvarnots, - Genève-Cointrin, - Hanovre, - Héraklion-N. Kazantzákis, - Istanbul, - Kittilä, - Kos, - Las Palmas/Gran Canaria, - Malte, - Marrakech-Ménara, - Naples-Capodichino, - Olbia-Costa Smeralda, - Palma de Majorque, - Pise-Galileo Galilei, - Porto-F. Sá-Carneiro, - Rhodes-Diagoras, - Rijeka, - Salzbourg-W. A. Mozart, - Santorin, - Split, - Ténériffe-Sud Reine Sofia, - Thessalonique-Makedonía, - Tivat, - Trondheim, - Valence, - Venise - Marco Polo, - Vérone - Villafranca En saison charter : Antalya, Áraxos, Charm el-Cheikh |
| Finnair               | Helsinki-Vantaa |
| Israir                | En saison : Tel Aviv - Ben Gourion |
| LOT Polish Airlines   | Varsovie-Chopin |
| Lufthansa             | Francfort |
| Norwegian Air Shuttle | Copenhague-Kastrup, Oslo-Gardermoen, Stockholm-Arlanda, Trondheim |
| Ryanair               | - Aarhus, - Barcelone-El Prat, - Bergame-Orio al Serio, - Berlin-Brandebourg, - Bristol, - Charleroi Bruxelles-Sud, - Cologne/Bonn-K. Adenauer, - Dublin, - East Midlands, - Édimbourg, - Göteborg, - Helsinki-Vantaa, - Cracovie-Jean-Paul II, - Leeds-Bradford, - Londres-Stansted, - Malaga-Costa del Sol, - Malte, - Manchester, - Memmingen, - Newcastle, - Paphos, - Prague-Václav-Havel, - Rome - G. B. Pastine (Ciampino), - Stockholm-Arlanda, - Trévise-Sant'Angelo, - Varsovie-Chopin, - Vienne-Schwechat En saison : Gdańsk-L. Wałęsa, Gérone-Costa Brava, Trapani-V. Florio (Birgi) |
| SmartLynx Airlines    | En saison charter : - Antalya, - Bourgas, - Corfou-I. Kapodístrias, - Djerba-Zarzis , - Enfidha-Hammamet, - Madère-C. Ronaldo, - Ténériffe-Sud Reine Sofia, - Tivat, - Varna |
| SunExpress            | En saison : Antalya |
| Transavia             | Amsterdam |
| Turkish Airlines      | Istanbul |
| Uzbekistan Airways    | Tachkent |
| Wizz Air              | Koutaïssi-David-IV, Londres-Luton |

Édité le 15/12/2018. Actualisé le 23/02/2023.

## Galerie

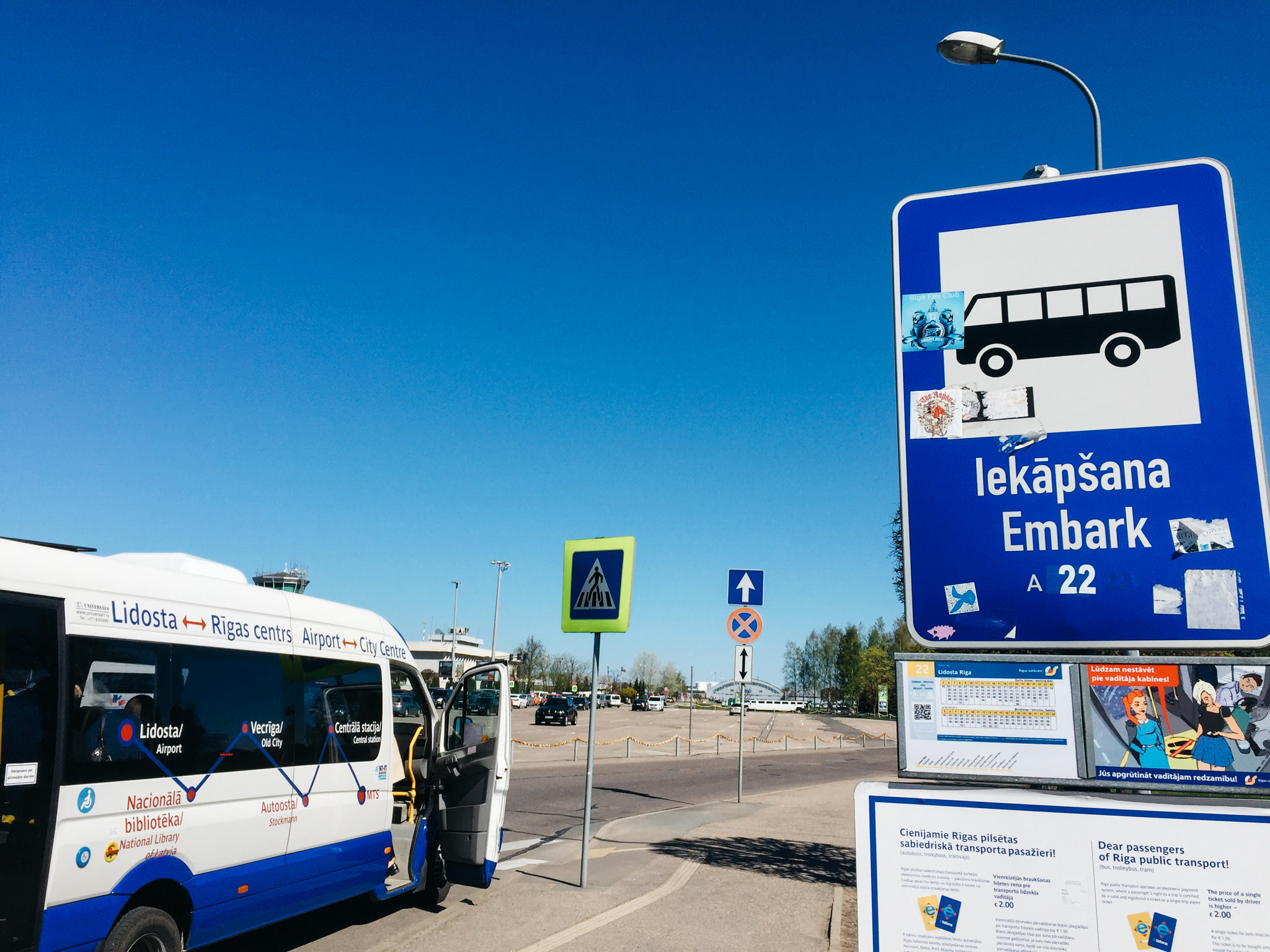
Arrêt de bus à l'aéroport de Riga.

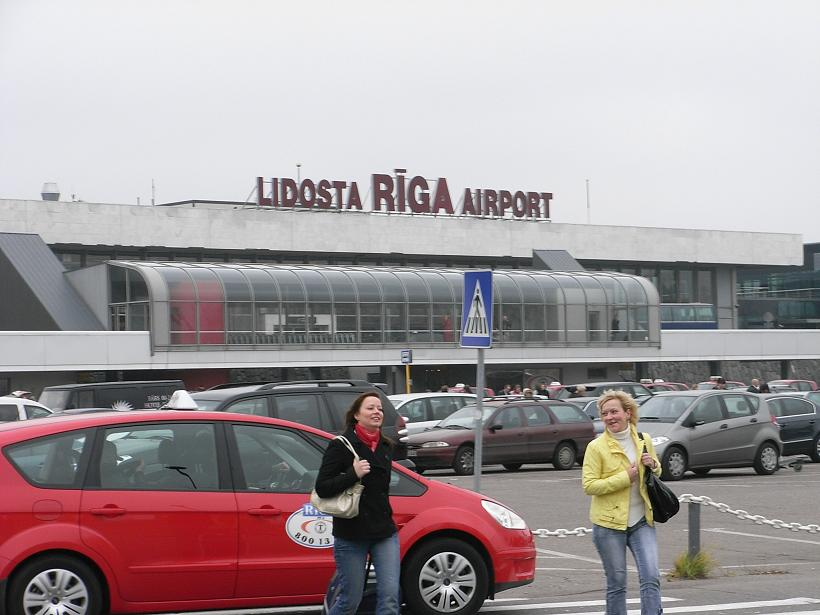
L'aéroport.